# Droga wojewódzka 705
Die Droga wojewódzka 705 (DW 705) ist eine 31 Kilometer lange Droga wojewódzka (Woiwodschaftsstraße) in der polnischen Woiwodschaft Masowien und der Woiwodschaft Łódź, die Śladów mit Jeżów verbindet. Die Strecke liegt im Powiat Sochaczewski, im Powiat Skierniewicki und im Powiat Brzeziński.

## Streckenverlauf
Woiwodschaft Masowien, Powiat Sochaczewski
-  Śladów (DW 575)
- Tułowice
- Konary
-  Sochaczew (DK 50, DK 92, DW 580)
- Kozłów Biskupi
- Zakrzew
- Nowa Sucha

Woiwodschaft Łódź, Powiat Skierniewicki
- Ziąbki
- Bolimowska Wieś
- Bolimów
-  Skierniewice (A 2, DK 70, DW 707)
- Stare Rowiska
- Byczki
- Bliski Gaj
- Słupia 

Woiwodschaft Łódź, Powiat Brzeziński
-  Jeżów (DK 72)